# Kunowsky (cratera marciana)

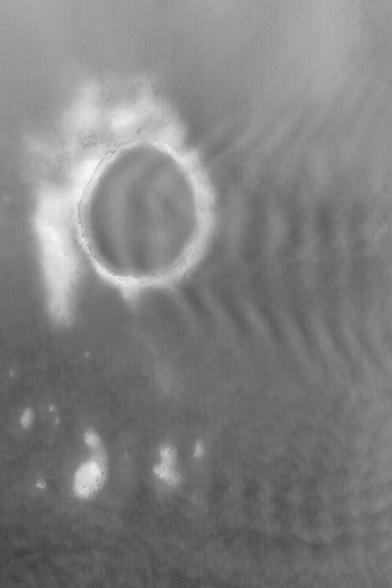
Kunowsky

A cratera Kunowsky é uma grande cratera no quadrângulo de Mare Acidalium em Marte, localizada a 57.1° latitude norte e 9.7° longitude oeste.  Seu diâmetro é de 67.4 km e seu nome vem de George K. Kunowsky, um astrônomo alemão (1786-1846). Devido à sua localização em uma vasta planície, Kunowsky pode ser fácilmente identificada em mapas e imagens da região.